# Le Pont-de-Beauvoisin
Le Pont-de-Beauvoisin és un municipi francès situat al departament de la Savoia i a la regió d'Alvèrnia-Roine-Alps. L'any 2007 tenia 1.879 habitants.

## Demografia

### Població
El 2007 la població de fet de Le Pont-de-Beauvoisin era de 1.879 persones. Hi havia 828 famílies de les quals 348 eren unipersonals (100 homes vivint sols i 248 dones vivint soles), 196 parelles sense fills, 200 parelles amb fills i 84 famílies monoparentals amb fills.
La població ha evolucionat segons el següent gràfic:
Habitants censats

### Habitatges
El 2007 hi havia 948 habitatges, 859 eren l'habitatge principal de la família, 22 eren segones residències i 67 estaven desocupats. 329 eren cases i 562 eren apartaments. Dels 859 habitatges principals, 328 estaven ocupats pels seus propietaris, 512 estaven llogats i ocupats pels llogaters i 19 estaven cedits a títol gratuït; 58 tenien una cambra, 137 en tenien dues, 220 en tenien tres, 237 en tenien quatre i 207 en tenien cinc o més. 432 habitatges disposaven pel capbaix d'una plaça de pàrquing. A 429 habitatges hi havia un automòbil i a 237 n'hi havia dos o més.

### Piràmide de població
La piràmide de població per edats i sexe el 2009 era:
| Homes | Edats   | Dones |
| ----- | ------- | ----- |
| 0     | 95 o +  | 24    |
| 12    | 90 a 94 | 32    |
| 16    | 85 a 89 | 44    |
| 24    | 80 a 84 | 36    |
| 28    | 75 a 79 | 56    |
| 28    | 70 a 74 | 32    |
| 28    | 65 a 69 | 56    |
| 32    | 60 a 64 | 44    |
| 44    | 55 a 59 | 52    |
| 36    | 50 a 54 | 48    |
| 48    | 45 a 49 | 44    |
| 60    | 40 a 44 | 56    |
| 64    | 35 a 39 | 44    |
| 52    | 30 a 34 | 52    |
| 32    | 25 a 29 | 36    |
| 52    | 20 a 24 | 20    |
| 24    | 15 a 19 | 48    |
| 68    | 10 a 14 | 36    |
| 48    | 5 a 9   | 44    |
| 20    | 0 a 4   | 20    |

## Economia
El 2007 la població en edat de treballar era de 1.089 persones, 816 eren actives i 273 eren inactives. De les 816 persones actives 721 estaven ocupades (385 homes i 336 dones) i 95 estaven aturades (39 homes i 56 dones). De les 273 persones inactives 79 estaven jubilades, 83 estaven estudiant i 111 estaven classificades com a «altres inactius».

### Ingressos
El 2009 a Le Pont-de-Beauvoisin hi havia 851 unitats fiscals que integraven 1.883 persones, la mediana anual d'ingressos fiscals per persona era de 15.360 €.

### Activitats econòmiques
Dels 176 establiments que hi havia el 2007, 1 era d'una empresa extractiva, 1 d'una empresa alimentària, 2 d'empreses de fabricació de material elèctric, 4 d'empreses de fabricació d'altres productes industrials, 18 d'empreses de construcció, 60 d'empreses de comerç i reparació d'automòbils, 5 d'empreses de transport, 10 d'empreses d'hostatgeria i restauració, 1 d'una empresa d'informació i comunicació, 6 d'empreses financeres, 10 d'empreses immobiliàries, 28 d'empreses de serveis, 22 d'entitats de l'administració pública i 8 d'empreses classificades com a «altres activitats de serveis».
Dels 48 establiments de servei als particulars que hi havia el 2009, 1 era una oficina d'administració d'Hisenda pública, 1 gendarmeria, 1 oficina de correu, 2 oficines bancàries, 5 tallers de reparació d'automòbils i de material agrícola, 2 tallers d'inspecció tècnica de vehicles, 1 autoescola, 2 paletes, 2 guixaires pintors, 2 fusteries, 5 lampisteries, 3 electricistes, 1 empresa de construcció, 6 perruqueries, 4 veterinaris, 6 restaurants, 3 agències immobiliàries i 1 saló de bellesa.
Dels 26 establiments comercials que hi havia el 2009, 3 eren supermercats, 2 grans superfícies de material de bricolatge, 1 una carnisseria, 2 llibreries, 6 botigues de roba, 1 una botiga d'equipament de la llar, 3 sabateries, 2 botigues de mobles, 2 botigues de material esportiu, 1 una botiga de material de revestiment de parets i terra i 3 floristeries.

## Equipaments sanitaris i escolars
El 2009 hi havia 2 farmàcies i 1 ambulància.
El 2009 hi havia una escola elemental.

## Poblacions més properes
El següent diagrama mostra les poblacions més properes.